# Путкино
Путкино — исчезнувшая деревня Зиминского района Иркутской области. Находилась на территории современного Услонского сельского поселения.

## История
Путкино, наряду с деревнями и заимками Самара, Кустова, Хохлова, Ильичёва, Полковникова, Розенбергская, входила в состав колхоза «Коммунар». Насчитывалось 22 дома. В Путкино имелись: колхозная баня, кузница, конный двор, хомутарка (амбар для хранения упряжи), контора, амбар для хранения зерна, амбар для мехтока, а также другие постройки. Школы в деревне не было, поэтому дети ездили учиться в райцентр. В холодное время года они проживали в интернате, возвращаясь домой только на выходные, в тёплое — ходили в школу пешком (более 10 км). С 1952 года жители стали покидать Путкино, и вскоре оно перестало существовать.